# Synagoge Madison (Wisconsin)

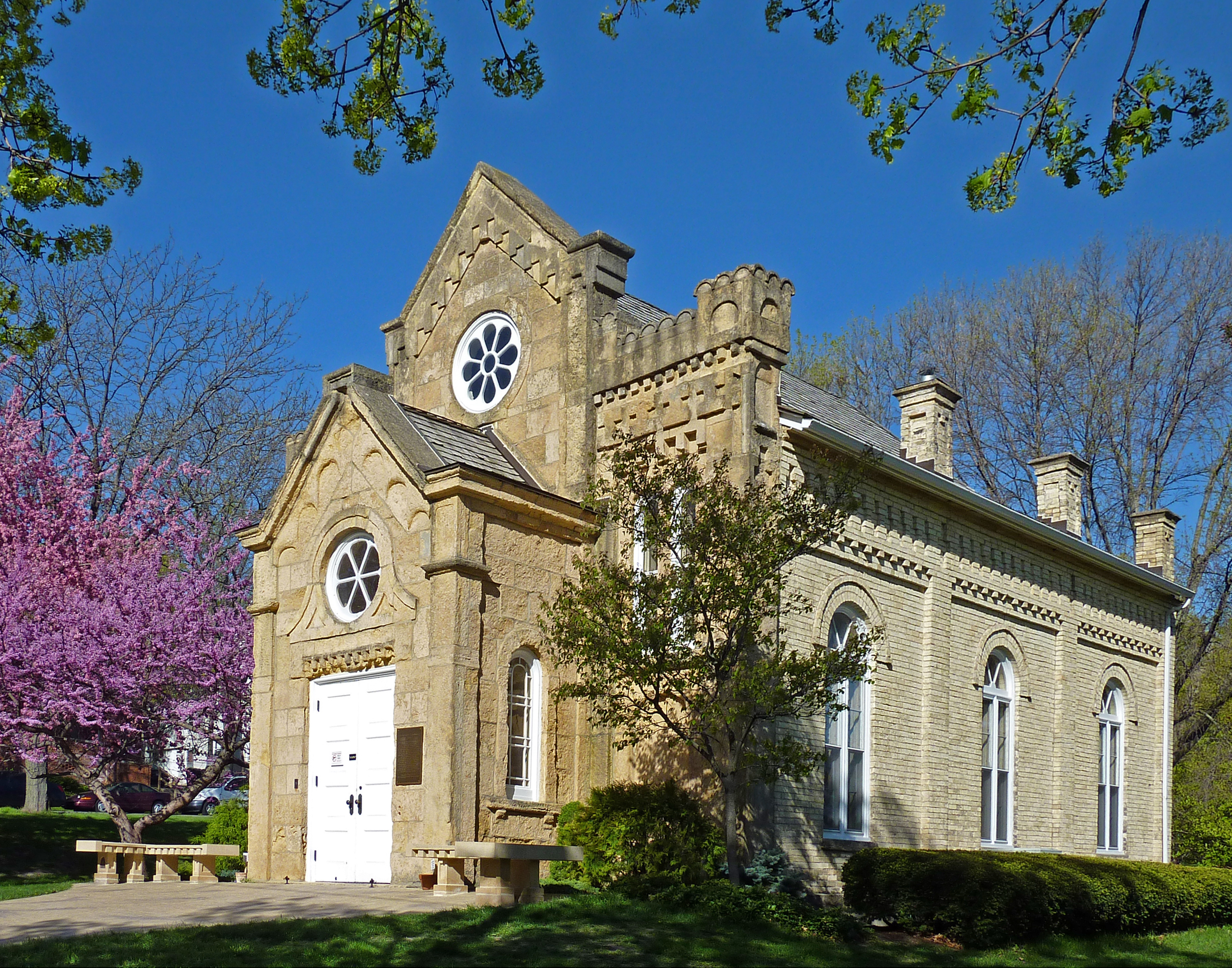
Synagoge in Madison

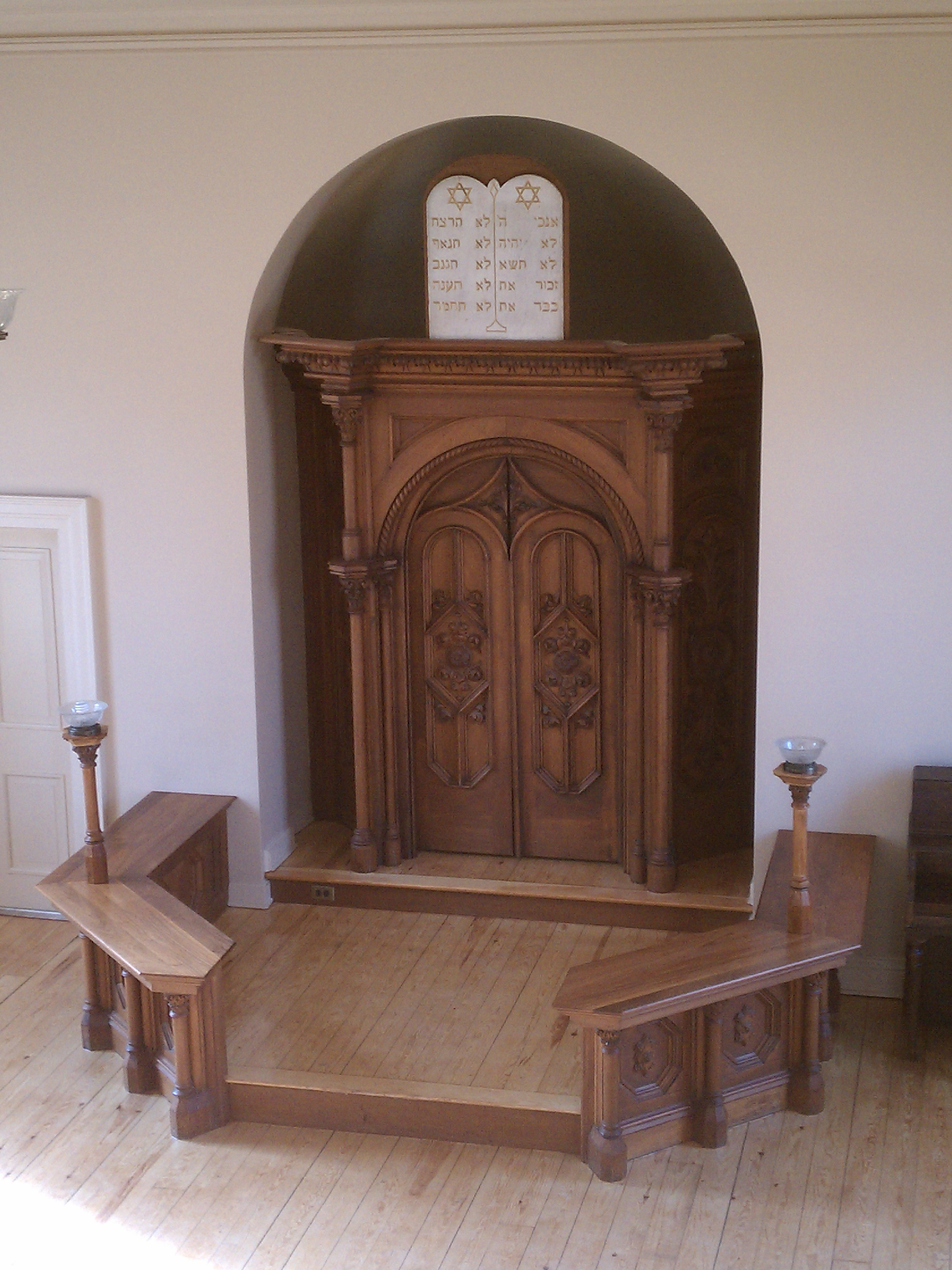
Toraschrein

Die Synagoge in Madison, der Hauptstadt des US-Bundesstaates Wisconsin, wurde 1863 errichtet und ist der achtälteste Synagogenbau in den Vereinigten Staaten. Die Synagoge im Stil der Neuromanik wurde 1970 ins National Register of Historic Places eingetragen. Sie trägt den Namen Gates of Heaven („Himmelstore“ bzw. hebräisch Shaare Shamayim).

## Geschichte
Die Synagoge im Rundbogenstil wurde von dem aus Bremen stammenden Architekten August Kutzbock (ca. 1814–1868) erbaut.
Nachdem die inzwischen profanierte Synagoge anderen Zwecken diente, sollte sie im Jahr 1971 abgerissen werden. Engagierte Bürger verhinderten dies und erreichten, dass der Bau in den James Madison Park versetzt wurde. 
Seit 2011 wird die Synagoge wieder regelmäßig für jüdische Gottesdienste genutzt.